# Georg Tressler

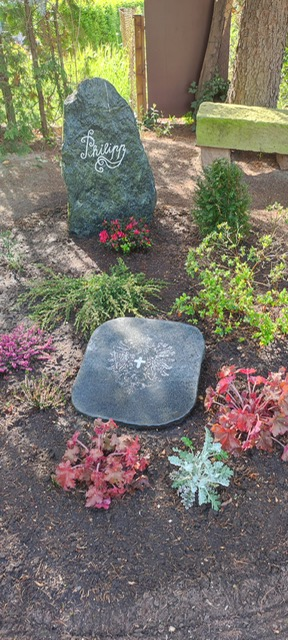
Grab von Georg Tressler in Belgern

Johann Georg Karl Philipp Tressler (* 25. Januar 1917 in Wien; † 6. Januar 2007 in Belgern, Sachsen) war ein österreichischer Filmregisseur.

## Leben
Georg Tressler war der Sohn von Burgschauspieler, Oberregisseur und Hofrat Otto Tressler und Eleonore Keil von Bündten. Nach dem Realgymnasiumabschluss in Wien und seinem Abitur ging er 1938 nach Berlin. Er arbeitete als Regie-Volontär und Zeichner, spielte in kleinen Rollen in Filmen mit, obwohl er bereits 1935 in einer kleinen Rolle bei einer Filmproduktion debütierte. Im Zweiten Weltkrieg wurde er 1940 zum Kriegsdienst eingezogen und an die Ostfront – in Polen und der Sowjetunion – eingesetzt und später beurlaubt, nachdem er sich mit Gelbsucht infiziert hatte und daran erkrankt war.
Nach dem Zweiten Weltkrieg begann Tressler wieder in der Filmbranche zu arbeiten, diesmal als Regisseur. 1947 inszenierte er seinen ersten Kurzfilm Urlaub im Schnee. Nach einer kurzen Tätigkeit als Schauspieler realisierte er dann ab 1949 etwa 16 Kurz- und Dokumentarfilme für öffentliche/staatliche Einrichtungen, aber auch für die damalige US-amerikanische Besetzungsmacht, die sogenannten Marshallplan-Filme. Während dieser Zeit war er in erster Ehe mit der Amerikanerin Beatrice Mulford Motz (geborene di Monda, nachmalige Sukthankar, 1933–2007) verheiratet. Da es ihm in Österreich zu jener Zeit nicht gelang, finanzielle Unterstützung für einen abendfüllenden Film zu finden, entschloss sich Tressler 1956 nach Berlin zu gehen.
Bereits sein erster Spielfilm, Die Halbstarken (mit Jazzmusik von Martin Böttcher) aus dem Jahr 1956, den er mit Filmproduzent Wenzel Lüdecke realisieren konnte, sorgte für Aufruhr im deutschen Fünfziger-Jahre-Kino. Horst Buchholz, der den Anführer einer Straßengang mit dubioser Vergangenheit spielte, wurde mit diesem Streifen nach einem Drehbuch von Will Tremper international bekannt und für seine Leistung mit dem Bundesfilmpreis ausgezeichnet. Großen Erfolg hatten ebenfalls Tresslers Inszenierungen von Endstation Liebe (1958) und Das Totenschiff (1959), beide ebenfalls mit Horst Buchholz in der Hauptrolle. Ein Versuch, 1960 in Hollywood Fuß zu fassen, schlug fehl. Seit 1962 arbeitete er regelmäßig für das Fernsehen und drehte dabei Serien wie Graf Yoster gibt sich die Ehre und Gestatten, mein Name ist Cox, Folgen für die Krimiserie Tatort und mehrere Fernsehfilme mit Inge Meysel.
Georg Tressler war von 1961 bis 1994 in zweiter Ehe mit Gudrun Krüger (geborene Schimmelpfennig) verheiratet, die er von den Dreharbeiten zu Die Halbstarken her kannte. Darin hatte sie als „Gudrun Krüger“ die Rolle der Gabi übernommen. Ihre Karriere ging über ein paar Auftritte als Laiendarstellerin nicht hinaus. Sie wirkte noch in Endstation Liebe (1958) und Der Lift (1972) mit. Aus der Verbindung gingen zwei Kinder, Daniel und Melanie Tressler, hervor. Ein Sohn aus ihrer ersten Ehe wuchs beim Vater auf.

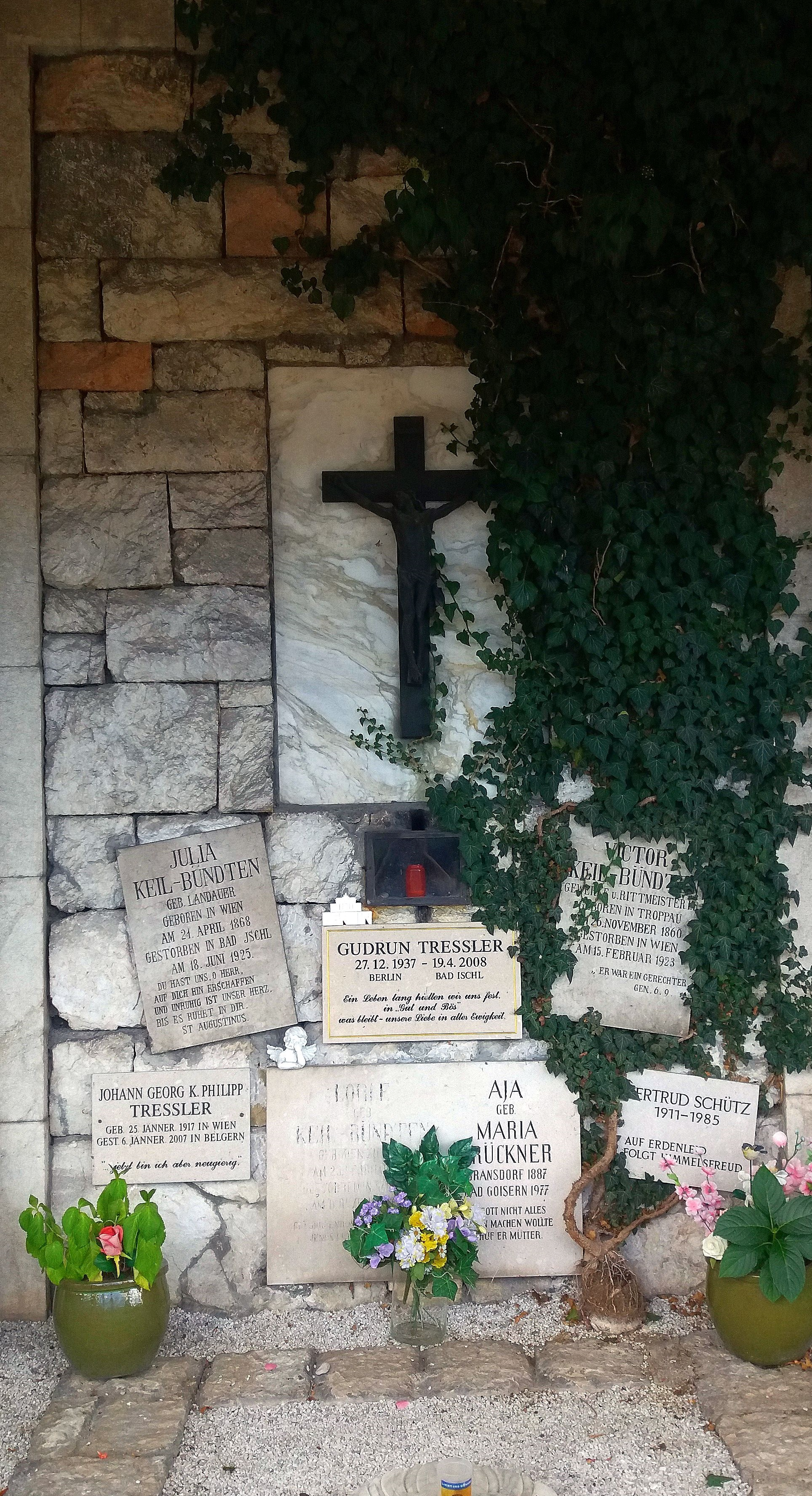
Friedhof Bad Ischl, Grabstätte der Familien Tressler und Keil-Bündten mit der Gedenktafel für Georg Tressler

Seit dem Jahr 2000 lebte er in Sachsen und schloss 2003 zum dritten Mal eine Ehe: mit Karin Tressler (geborene Sperling, verheiratete Löbus). Am 6. Januar 2007 starb Georg Tressler kurz vor seinem 90. Geburtstag in seinem Haus in Belgern an den Folgen eines Schlaganfalls. Er wurde seinem Wunsch entsprechend an diesem Ort begraben. (Auf dem Friedhof Bad Ischl wurde am Grab der Familie Tressler eine Gedenktafel angebracht, die fälschlich für seinen Grabstein gehalten wird.)

## Stil
Tresslers Vorbilder waren Regisseure des Italienischen Neorealismus wie Vittorio De Sica und Roberto Rossellini. Viele seiner Filme haben daher einen dokumentarischen Einschlag, früh in seiner Karriere drehte er auch einige Dokumentarfilme. Tressler filmte, für das deutsche Kino der Nachkriegszeit ungewohnt, am liebsten „auf der Straße“ und nicht auf künstlichen Filmstudiobühnen.
Hans Günther Pflaum schrieb in seinem Nachruf auf Tressler in Die Welt, dass es im Rückblick kaum erklärbar sei, weshalb das deutsche Kino so leichtfertig auf ihn verzichtet habe. Vielleicht sei Tressler nur zwischen die Generationen geraten: Für die Unterzeichner des Oberhausener Manifests sei er vielleicht einige Jahre zu alt und damit Teil von „Papas Kino“ gewesen. Dabei äußerte Tressler vielfach seine Distanz zur oftmals realitätsfernen deutschen Filmwelt der 1950er-Jahre: „Ich habe diese Filme nie verstanden. Es gibt im deutschen Kino so ein Theatergefühl. Über O. W. Fischer hieß es, der spiele ja so schön, doch dieses Absichtsvolle konnte ich nicht ertragen.“ Möglicherweise habe Tressler zur falschen Zeit im falschen Land gearbeitet, war Pflaums Fazit.

## Filmografie (Auswahl)
- 1946: Der weite Weg
- 1947: Triumph der Liebe
- 1948: Maresi
- 1956: Die Halbstarken
- 1957: Noch minderjährig (Unter Achtzehn)
- 1958: Endstation Liebe
- 1958: Ein wunderbarer Sommer (Kinder der Berge)
- 1959: Das Totenschiff
- 1961: Geständnis einer Sechzehnjährigen
- 1961: Schicksals-Sinfonie (The Magnificent Rebel)
- 1965: Die lustigen Weiber von Windsor
- 1965: Gestatten, mein Name ist Cox! (Serie, 13 Folgen)
- 1966–1968: Gertrud Stranitzki (Serie, 13 Folgen)
- 1966: Der Weibsteufel
- 1966: Kostenpflichtig zum Tode verurteilt (Fernsehfilm)
- 1967: Wer klingelt schon zur Fernsehzeit? (Fernsehfilm)
- 1968: Nationalkomitee „Freies Deutschland“
- 1969: Reisedienst Schwalbe (Serie, 13 Folgen)
- 1969: Die Tote im Dornbusch (Serie: Der Kommissar)
- 1969: Geld von toten Kassierern (Serie: Der Kommissar)
- 1969: Weh’ dem, der erbt
- 1969–1970: Die Journalistin (Serie, 13 Folgen)
- 1970: Keiner erbt für sich allein
- 1971: Im Fahrwasser
- 1972: Tatort: Kennwort Gute Reise
- 1972: Der Lift
- 1974: Graf Yoster gibt sich die Ehre (Serie, 6 Folgen einer Staffel)
- 1974: Ach jodel mir noch einen (als Hans Georg Keil)
- 1974: Die Kleine mit dem süßen Po (als Hans Georg Keil)
- 1975: Dein gutes Recht (Fernsehserie, 13 Folgen)
- 1976: Ein Mann für Mama (Fernsehfilm)
- 1976: Inspektion Lauenstadt (Fernsehserie, mehrere Folgen)
- 1978: Ausgerissen! Was nun? (Fernsehreihe)
- 1978: Geschichten aus der Zukunft (Fernsehserie)
- 1978–1979: Der Millionenbauer (Serie, 7 Folgen)
- 1980–1981: Drunter und drüber (Serie, 6 Folgen)
- 1984: Tatort: Geburtstagsgrüße
- 1989: Sukkubus – Den Teufel im Leib

## Auszeichnungen
- 1957: Filmband in Silber (Bester Nachwuchsregisseur) für Die Halbstarken
- 1957: Preis der deutschen Filmkritik für Endstation Liebe
- 1998: Goldener Verdienstorden der Stadt Wien